# Dysidea cristagalli
Dysidea cristagalli är en svampdjursart som beskrevs av Patricia R. Bergquist 1961. Dysidea cristagalli ingår i släktet Dysidea och familjen Dysideidae.
Artens utbredningsområde är havet kring Nya Zeeland. Inga underarter finns listade i Catalogue of Life.